# Giuseppe Notarbartolo di Sciara
Giuseppe Notarbartolo di Sciara (Venezia, 27 novembre 1948) è un biologo e conservazionista italiano.

## Biografia
Figlio dell'ufficiale di Marina e fondatore del Centro Velico di Caprera, Marco Notarbartolo di Sciara (Venezia, 11 gennaio 1902 - 6 gennaio 1985), e di Emma Vanzetti (26 settembre 1907 - 10 novembre 1973), appartiene all'antica famiglia di nobiltà siciliana dei principi Notarbartolo. Ottiene una laurea in Scienze biologiche (1974) all'Università degli Studi di Parma.
A causa delle scarse opportunità di ricerca sui mammiferi marini nell'Italia degli anni '70, si trasferisce negli Stati Uniti per attività di ricerca all'Hubbs - Sea World Research Institute di San Diego, California e viene poi ammesso al celebre Scripps Institution of Oceanography, University of California, San Diego, dove nel 1985 ottiene un dottorato di ricerca (Ph.D) in biologia marina. Per lo sviluppo della sua tesi di dottorato sulla tassonomia ed ecologia delle mobule del Golfo di California, scopre e descrive una nuova specie di manta, Mobula munkiana, che dedica al suo mentore, l'oceanografo Walter Munk.
Nel 1985 ritorna in Italia, dove inizia a lavorare su progetti di conservazione marina nel Mediterraneo e nel Mar Rosso. È sposato con Flavia Pizzi, con cui ha avuto due figli: Marco (1989) e Bianca (1990).

## Ricerca e attività professionale
Notarbartolo di Sciara ha contribuito per oltre 40 anni all'avanzamento della conoscenza sulla storia naturale, ecologia, comportamento, tassonomia e conservazione dei vertebrati acquatici, con particolare attenzione a balene, delfini, foche, squali e mante. Ha contribuito ad oltre 210 pubblicazioni scientifiche e libri.
Nel 1986 contribuisce alla fondazione del Tethys Research Institute, istituto di ricerca basato nell'Acquario Civico di Milano e tuttora attivo nello studio e nella conservazione dei cetacei del Mediterraneo. Nel 1991 propone la creazione di un'ampia area marina protetta per la conservazione dei cetacei nel Mediterraneo settentrionale, che diventerà poi il Santuario Pelagos per la protezione dei mammiferi marini, istituito tramite trattato trilaterale fra Italia, Francia e Principato di Monaco.
Nel 1996 viene nominato dal governo italiano come Presidente dell'Istituto per la Ricerca Applicata al Mare (ICRAM, poi confluito nell'ISPRA), carica che ricopre per 7 anni. Dal 1993 al 1997 serve anche come Presidente della European Cetaceans Society. Prosegue sino ad oggi i suoi sforzi per lo studio e la conservazione della fauna marina come membro, consulente, promotore o coordinatore di innumerevoli iniziative e piattaforme internazionali, fra cui CIESM (the International Commission for the Scientific Exploration of the Mediterranean Sea), Agreement on the Conservation of Cetaceans of the Black Sea, Mediterranean Sea and Contiguous Atlantic Area (ACCOBAMS), International Union for the Conservation of Nature (IUCN), Commissione internazionale per la caccia alle balene e molte altre.
Ha insegnato all'Università di Parma (1985 - 1990), all'Università di Milano (2007 - 2016) e, come guest lecturer, in innumerevoli università, fra cui lo Scripps Institution e Yale University.

## Onorificenze
- Cavaliere dell'Ordine di San Carlo (2009)
- Cittadinanza onoraria del Comune di Sciara (1999)
- European Cetacean Society Mandy McMath Conservation Award (2015)
- Premio internazionale "Tridente d’Oro", International Academy of Underwater Sciences and Technologies (1993)
- Premio internazionale "Primula d’Oro" (2002)
- Premio alla carriera "Una vita per il mare" (2006)
- Echthrogaleus disciarai, intitolazione a suo nome di un crostaceo descritto nel 1987 (Benz G.W., Deets G.B. 1987. Echthrogaleus disciarai sp. nov. (Siphonostomatoidea: Pandaridae)